# Torneio da Liga Metropolitana Cearense de Futebol de 1917
O Torneio da Liga Metropolitana de 1917 foi um certame realizado pela Liga Metropolitana Cearense de Futebol (LMCF), que foi vencido pelo Ceará Sporting Club, o terceiro título consecutivo do clube alvinegro em três torneios organizados pela LMCF. Também participaram do torneio as equipes do Stella Foot-Ball Club, do Rio Negro Foot-Ball Club, do Maranguape Foot-Ball Club e do Hespéria Atlético Clube.
Em igualdade com os torneios anteriores a este, em dezembro de 2008, após processo no Tribunal de Justiça Desportiva do Ceará e homologação por parte da Federação Cearense de Futebol (FCF), o título ganho pelo Ceará em 1917 foi validado como título estadual cearense. Como os torneios de 1915 e 1916, nenhum outro clube é reconhecido pela FCF como tendo participado de tal certame.

## Premiação
| Campeonato Cearense de 1917  |
| Fortaleza                    |
| ---------------------------- |
| CEARÁ Tricampeão (3º título) |